# Schloss Vallée-aux-Loups

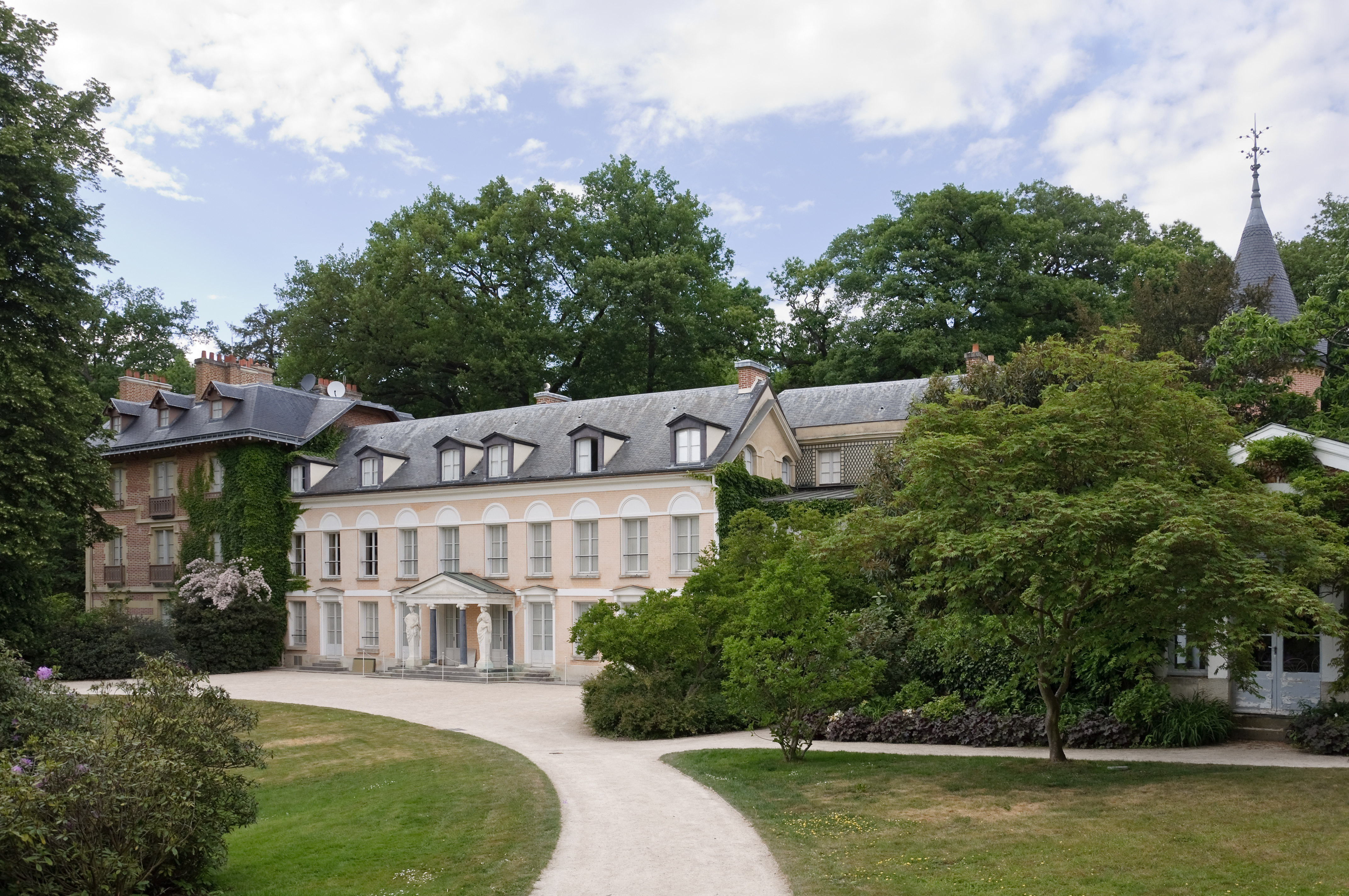
Schloss Vallée-aux-Loups

Schloss Vallée-aux-Loups, auch Maison de Chateaubriand, ist ein Schloss in Châtenay-Malabry im Département Hauts-de-Seine. François-René de Chateaubriand wohnte dort von 1807 bis 1818. Das Schloss und sein Park stehen als Monument historique unter Denkmalschutz. Am Ende des 18. Jahrhunderts wurde das Schloss von André-Arnoult Acloque erbaut. Am 22. August 1807 erwarb es Chateaubriand. Nachdem er 1816 seinen Posten verloren hatte, musste er es an Mathieu de Montmorency-Laval verkaufen. 1910 erwarb Henri le Savoureux das Anwesen und 1967 schließlich das Département. Georges Poisson setzte sich erfolgreich für die Rettung des heruntergekommenen Schlosses ein.